# (16684) 1994 JQ1
(16684) 1994 JQ1 est un objet transneptunien faisant partie des cubewanos.

## Caractéristiques
(16684) 1994 JQ1 mesure environ 130 km de diamètre.

## Orbite
L'orbite de 1994 JQ1 possède un demi-grand axe de 44,31 ua et une période orbitale d'environ 295 ans. Son périhélie l'amène à 41,979 9 ua du Soleil et son aphélie l'en éloigne de 46,641 ua.

## Découverte
1994 JQ1 a été découvert le 11 mai 1994, à l'Observatoire du Roque de los Muchachos - La Palma (950).